# Orinocokrokodil
Orinocokrokodilen (Crocodylus intermedius) är en art i familjen krokodiler som finns i Orinocoflodens avrinningsområde, i Venezuela och östra Colombia. Arten saknas däremot i avrinningsområdet av Río Caroní i östra Venezuela eller i Río Atabapo, och den har inte bekräftats av zoologer i floden Casiquiare som sammanlänkar Orinocofloden med Amazonfloden. Hela beståndet är uppdelat i flera från varandra skilda populationer. Utbredningsområdet sträcker sig från havsnivån till 350 meter över havet. Floderna där arten lever kan ligga i tropiska städsegröna skogar och i savanner.

## Utseende
Orinoncokrokodilen blir som fullvuxen cirka 4 meter, hanarna är störst och kan vara över 4 meter, medan honorna blir omkring 3,2 meter. En hane väger ungefär 380 kilogram och en hona väger 200 kilogram. De största exemplaren når en längd av 6,7 meter.

## Ekologi
Den är en köttätare som främst äter fisk, fåglar och mindre däggdjur.. Trots sin stora storlek utgör Orinocokrokodilen sällan ett hot mot människor, trots flera rapporter.
Könsmognaden infaller för honor när de är cirka 2,5 meter långa. Under den torra perioden mellan januari och februari gräver honan ett hål vid de mindre flodernas eller pölarnas strandlinje och lägger vanligen 32 till 44 ägg (sällan upp till 66 ägg). Äggen kläcks ungefär tre månader senare vid början av regntiden.

## Hot och skyddsåtgärder
Arten jagades intensivt under början och mitten av 1900-talet. Sedan upptogs Orinocokrokodilen i appendix I av CITES och handel med artens kött och läder blev förbjuden. Dessutom inrättades flera skyddszoner och avelsprogram. Beståndet hotas fortfarande av tjuvskyttar som dödar några exemplar för den lokala marknaden. Ytterligare hot är landskapsförändringar och vattenföroreningar. IUCN uppskattade året 2017 att det finns 90 000 till 254 000 vuxna individer kvar. Det är endast 20 procent av den population som fanns för 75 år sedan (tre generationer). Orinocokrokodilen listas därför som akut hotad (CR).